# Banjee
Banjee (como em: "garota banjee" ou "garoto banjee") é um termo originário do sistema de casas e da cultura de bailes da cidade de Nova York que descreve alguém visto como "do bairro" ou que representa uma presunção (swagger) resistente e urbana. O termo está principalmente associado à cidade de Nova Iorque e pode ter origem nuyoricana. Atitude, roupas, etnia, masculinidade, físico e juventude são todos elementos do que foi chamado de "realidade banjee".

## Termos relacionados
Homo thug é um termo mais recente e mais popular, quase sinônimo de banjee. No entanto, o homo bandido implica que o homem em questão é principalmente homossexual. Por outro lado, um banjee pode ser homossexual, mas também pode ser bissexual ou apenas ter sexo homossexual oportunista com homens quando as mulheres não estão disponíveis - um tema em muitos dos filmes pornográficos mencionados acima.
Gayngsta, uma palavra-valise derivado de gay e gangsta, é outra cunhagem recente. Ele tem sido usado principalmente em relação à cena underground do hip hop LGBT, como mostrado no documentário Pick Up the Mic e apresentado na "Homorevolution Tour 2007" com esses artistas. Embora seja facilmente discernível na escrita, a pronúncia quase não é discernível do gangsta.